# Olympische Sommerspiele 1912/Leichtathletik – Zehnkampf (Männer)

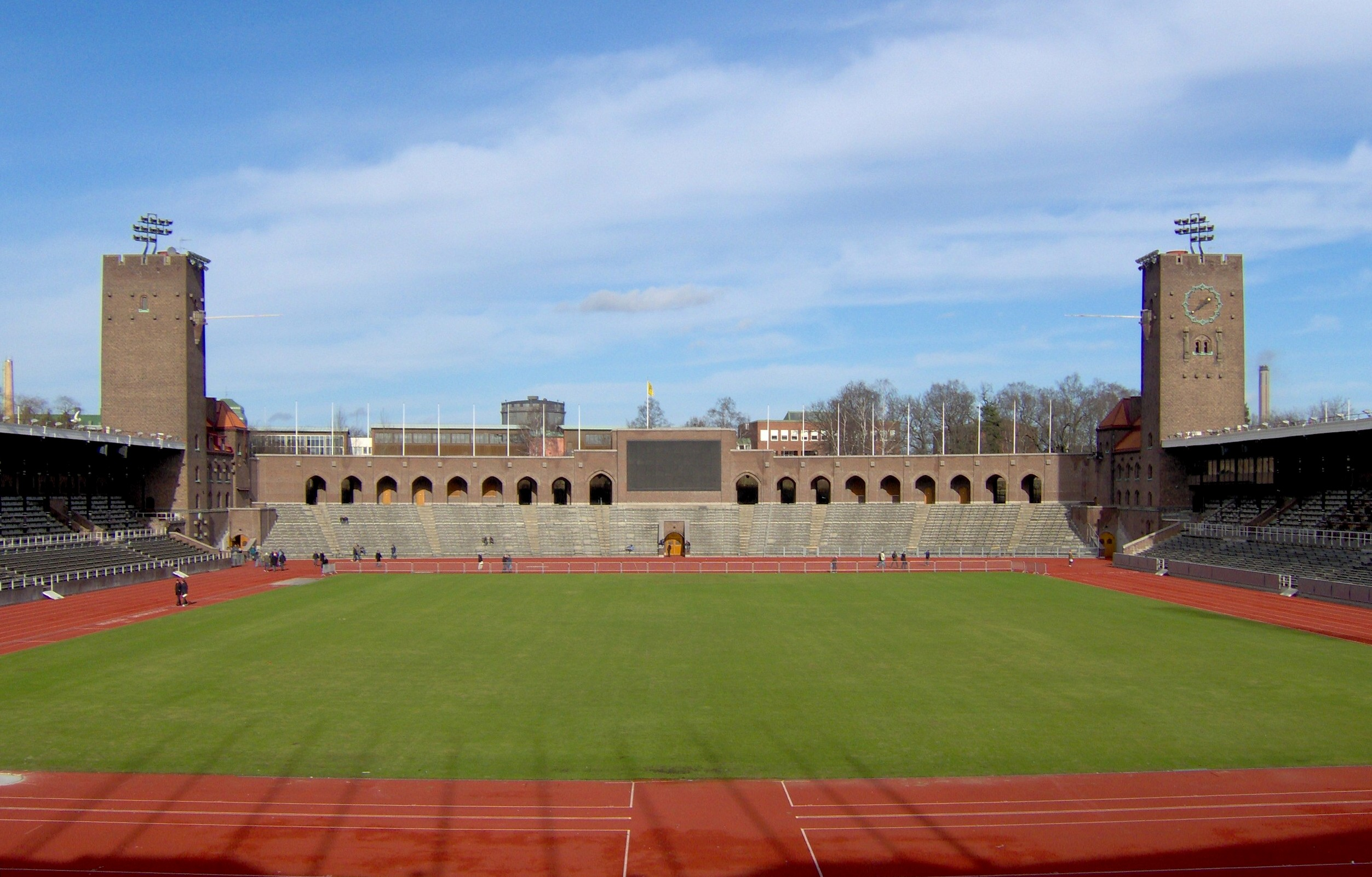
Das Stockholmer Olympiastadion

Der Zehnkampf der Männer bei den Olympischen Spielen 1912 in Stockholm wurde vom 10. bis zum 13. Juli 1912 im Stockholmer Olympiastadion ausgetragen. 29 Athleten nahmen daran teil.
Der Wettkampf wurde nach 1904 zum zweiten Mal bei Olympischen Spielen ausgetragen, der US-Amerikaner Jim Thorpe wurde Olympiasieger. Sein Sieg wurde ihm 1913 aberkannt, 1982 jedoch wieder zuerkannt – siehe folgender Abschnitt. So gab es von da an zwei Olympiasieger: Jim Thorpe und den Schweden Hugo Wieslander. Silber ging an Wieslanders Landsmann Charles Lomberg, Bronze an Gösta Holmér, ebenfalls aus Schweden.  Am 15. Juli 2022 wurde Jim Thorpe vom Internationalen Olympischen Komitee zum alleinigen Goldmedaillengewinner erklärt.

## Der Fall Jim Thorpe
Der US-Mehrkämpfer Jim Thorpe hatte den Zehnkampf klar vor dem Schweden Wieslander gewonnen. 1913 wurde bekannt, dass Thorpe vor den Spielen von Stockholm als Halbprofi Baseball gespielt und somit gegen die Amateurregeln der Olympischen Spiele verstoßen hatte. Vom IOC wurde ihm die Goldmedaille aberkannt. Alle in der Rangliste folgenden Sportler rückten um einen Platz vor.
Am 13. Oktober 1982 fällte das IOC den Beschluss, Jim Thorpe zu rehabilitieren, und erklärte ihn zum gemeinsamen Olympiasieger mit Hugo Wieslander. Am 18. Januar 1983 überreichte IOC-Präsident Juan Antonio Samaranch den Kindern des 1953 verstorbenen Sportlers Nachbildungen der Goldmedaillen von 1912 (für die Siege im Fünf- und Zehnkampf).  Am 15. Juli 2022 wurde Jim Thorpe vom Internationalen Olympischen Komitee zum alleinigen Goldmedaillengewinner erklärt.

## Rekorde
Die damals bestehenden Weltrekorde waren noch inoffiziell. Ob es einen inoffiziellen Rekord gab und welchen Wert er eventuell hatte, ist nicht bekannt.
Der olympische Rekord lautete wie folgt:

6036 Punkte – Tom Kiely (Großbritannien), OS St.Louis 1904, 4. Juli 1904

Allerdings war dieser Rekord nicht vergleichbar mit dem hier von Olympiasieger Jim Thorpe erzielten neuen Rekord von 8412,955 Punkten (nach heutiger Wertung: 6564 Punkte), denn bei den Spielen 1904 war der Zehnkampf aus ganz anderen Disziplinen zusammengesetzt als hier in Stockholm.

## Durchführung des Wettbewerbs
Die Disziplinen des Zehnkampfs waren damals bereits dieselben wie heute. Allerdings wurde der Wettkampf auf drei Tage verteilt und in der Reihenfolge wurde der Diskuswurf vor dem 110-Meter-Hürdenlauf ausgetragen. Die 29 Athleten starteten am 13. Juli mit den Disziplinen 100-Meter-Lauf, Weitsprung und Kugelstoßen. Am 14. Juli folgten der Hochsprung, der 400-Meter-Lauf, der Diskuswurf und der 110-Meter-Hürdenlauf, am 15. Juli schließlich der Stabhochsprung, der Speerwurf und der 1500-Meter-Lauf.
Einen offiziellen Weltrekord gab es noch nicht. Da der Wettbewerb bei Olympischen Spielen hier erstmals ausgetragen wurde, existierte auch noch kein olympischer Rekord Jim Thorpes Siegpunktzahl war der höchste bis dahin erzielte Wert.

## Teilnehmer
29 Athleten aus zwölf Ländern nahmen an dem olympischen Wettkampf teil:
| Name              | Nation             |
| ----------------- | ------------------ |
| Alex Abraham      | Deutsches Reich    |
| Géo André         | Frankreich         |
| Alfrēds Alslēbens | Russland           |
| Harry Babcock     | Vereinigte Staaten |
| Ferdinand Bie     | Norwegen           |
| Avery Brundage    | Vereinigte Staaten |
| James Donahue     | Vereinigte Staaten |
| Pierre Failliot   | Frankreich         |
| Viktor Hackberg   | Schweden           |
| Karl von Halt     | Deutsches Reich    |
| Gösta Holmér      | Schweden           |
| Skotte Jacobsson  | Schweden           |
| Erik Kugelberg    | Schweden           |
| Svend Langkjær    | Dänemark           |
| Manlio Legat      | Italien            |
| Charles Lomberg   | Schweden           |
| Frank Lukeman     | Kanada             |
| Eugene Mercer     | Vereinigte Staaten |
| Mığır Mığıryan    | Osmanisches Reich  |
| Einar Nilsson     | Schweden           |
| Alfredo Pagani    | Italien            |
| George Philbrook  | Vereinigte Staaten |
| Otto Röhr         | Deutsches Reich    |
| Gunnar Rönström   | Schweden           |
| Josef Schäffer    | Österreich         |
| Aleksandr Schulz  | Russland           |
| Jim Thorpe        | Vereinigte Staaten |
| Valdemar Wickholm | Finnland           |
| Hugo Wieslander   | Schweden           |

## Disziplinen

### 100 Meter
| Platz | Name              | Nation             | Zeit   | Punkte |
| ----- | ----------------- | ------------------ | ------ | ------ |
| 01    | Skotte Jacobsson  | Schweden           | 11,0 s | 952,4  |
| 01    | Eugene Mercer     | Vereinigte Staaten | 11,0 s | 952,4  |
| 03    | Frank Lukeman     | Kanada             | 11,2 s | 904,8  |
| 03    | Jim Thorpe        | Vereinigte Staaten | 11,2 s | 904,8  |
| 05    | Pierre Failliot   | Frankreich         | 11,3 s | 881,0  |
| 05    | Otto Röhr         | Deutsches Reich    | 11,3 s | 881,0  |
| 07    | Gösta Holmér      | Schweden           | 11,4 s | 857,2  |
| 08    | Einar Nilsson     | Schweden           | 11,5 s | 833,4  |
| 08    | Valdemar Wickholm | Finnland           | 11,5 s | 833,4  |
| 10    | Géo André         | Frankreich         | 11,6 s | 809,6  |
| 10    | Harry Babcock     | Vereinigte Staaten | 11,6 s | 809,6  |
| 12    | Ferdinand Bie     | Norwegen           | 11,7 s | 785,8  |
| 13    | James Donahue     | Vereinigte Staaten | 11,8 s | 762,0  |
| 13    | Charles Lomberg   | Schweden           | 11,8 s | 762,0  |
| 13    | Hugo Wieslander   | Schweden           | 11,8 s | 762,0  |
| 16    | Alex Abraham      | Deutsches Reich    | 12,0 s | 714,4  |
| 16    | Svend Langkjær    | Dänemark           | 12,0 s | 714,4  |
| 18    | Karl von Halt     | Deutsches Reich    | 12,1 s | 690,6  |
| 18    | Manlio Legat      | Italien            | 12,1 s | 690,6  |
| 20    | Alfrēds Alslēbens | Russland           | 12,2 s | 666,8  |
| 20    | Avery Brundage    | Vereinigte Staaten | 12,2 s | 666,8  |
| 22    | Erik Kugelberg    | Schweden           | 12,3 s | 643,0  |
| 22    | Gunnar Rönström   | Schweden           | 12,3 s | 643,0  |
| 22    | Josef Schäffer    | Österreich         | 12,3 s | 643,0  |
| 22    | Aleksandr Schulz  | Russland           | 12,3 s | 643,0  |
| 26    | Alfredo Pagani    | Italien            | 12,4 s | 619,2  |
| 26    | George Philbrook  | Vereinigte Staaten | 12,4 s | 619,2  |
| 28    | Viktor Hackberg   | Schweden           | 12,5 s | 595,4  |
| 29    | Mığır Mığıryan    | Osmanisches Reich  | 13,3 s | 405,0  |

| Platz | Name              | Nation             | Punkte |
| ----- | ----------------- | ------------------ | ------ |
| 01    | Skotte Jacobsson  | Schweden           | 952,4  |
| 01    | Eugene Mercer     | Vereinigte Staaten | 952,4  |
| 03    | Frank Lukeman     | Kanada             | 904,8  |
| 03    | Jim Thorpe        | Vereinigte Staaten | 904,8  |
| 05    | Pierre Failliot   | Frankreich         | 881,0  |
| 05    | Otto Röhr         | Deutsches Reich    | 881,0  |
| 07    | Gösta Holmér      | Schweden           | 857,2  |
| 08    | Einar Nilsson     | Schweden           | 833,4  |
| 08    | Valdemar Wickholm | Finnland           | 833,4  |
| 10    | Géo André         | Frankreich         | 809,6  |
| 10    | Harry Babcock     | Vereinigte Staaten | 809,6  |
| 12    | Ferdinand Bie     | Norwegen           | 785,8  |
| 13    | James Donahue     | Vereinigte Staaten | 762,0  |
| 13    | Charles Lomberg   | Schweden           | 762,0  |
| 13    | Hugo Wieslander   | Schweden           | 762,0  |
| 16    | Alex Abraham      | Deutsches Reich    | 714,4  |
| 16    | Svend Langkjær    | Dänemark           | 714,4  |
| 18    | Karl von Halt     | Deutsches Reich    | 690,6  |
| 18    | Manlio Legat      | Italien            | 690,6  |
| 20    | Alfrēds Alslēbens | Russland           | 666,8  |
| 20    | Avery Brundage    | Vereinigte Staaten | 666,8  |
| 22    | Erik Kugelberg    | Schweden           | 643,0  |
| 22    | Gunnar Rönström   | Schweden           | 643,0  |
| 22    | Josef Schäffer    | Österreich         | 643,0  |
| 22    | Aleksandr Schulz  | Russland           | 643,0  |
| 26    | Alfredo Pagani    | Italien            | 619,2  |
| 26    | George Philbrook  | Vereinigte Staaten | 619,2  |
| 28    | Viktor Hackberg   | Schweden           | 595,4  |
| 29    | Mığır Mığıryan    | Osmanisches Reich  | 405,0  |

### Weitsprung
| Platz | Name              | Nation             | Weite  | Punkte |
| ----- | ----------------- | ------------------ | ------ | ------ |
| 01    | Charles Lomberg   | Schweden           | 6,87 m | 850,55 |
| 02    | Eugene Mercer     | Vereinigte Staaten | 6,84 m | 843,20 |
| 03    | Jim Thorpe        | Vereinigte Staaten | 6,79 m | 830,95 |
| 04    | Ferdinand Bie     | Norwegen           | 6,69 m | 806,45 |
| 05    | James Donahue     | Vereinigte Staaten | 6,48 m | 755,00 |
| 06    | Skotte Jacobsson  | Schweden           | 6,46 m | 750,10 |
| 07    | Otto Röhr         | Deutsches Reich    | 6,43 m | 742,75 |
| 08    | Hugo Wieslander   | Schweden           | 6,42 m | 740,30 |
| 09    | Avery Brundage    | Vereinigte Staaten | 6,40 m | 735,40 |
| 10    | George Philbrook  | Vereinigte Staaten | 6,34 m | 720,70 |
| 11    | Harry Babcock     | Vereinigte Staaten | 6,29 m | 708,45 |
| 12    | Alfrēds Alslēbens | Russland           | 6,27 m | 703,55 |
| 13    | Erik Kugelberg    | Schweden           | 6,20 m | 686,40 |
| 14    | Frank Lukeman     | Kanada             | 6,14 m | 671,70 |
| 15    | Karl von Halt     | Deutsches Reich    | 6,08 m | 657,00 |
| 16    | Pierre Failliot   | Frankreich         | 6,05 m | 649,65 |
| 17    | Josef Schäffer    | Österreich         | 6,04 m | 647,20 |
| 18    | Gunnar Rönström   | Schweden           | 5,99 m | 634,95 |
| 19    | Gösta Holmér      | Schweden           | 5,98 m | 632,50 |
| 20    | Valdemar Wickholm | Finnland           | 5,95 m | 625,15 |
| 21    | Svend Langkjær    | Dänemark           | 5,89 m | 610,45 |
| 22    | Alfredo Pagani    | Italien            | 5,83 m | 595,75 |
| 23    | Aleksandr Schulz  | Russland           | 5,75 m | 576,15 |
| 24    | Einar Nilsson     | Schweden           | 5,72 m | 568,80 |
| 25    | Viktor Hackberg   | Schweden           | 5,64 m | 549,20 |
| 26    | Géo André         | Frankreich         | 5,60 m | 539,40 |
| 27    | Manlio Legat      | Italien            | 5,56 m | 529,60 |
| 28    | Alex Abraham      | Deutsches Reich    | 5,52 m | 519,80 |
| 29    | Mığır Mığıryan    | Osmanisches Reich  | 5,43 m | 497,75 |

| Platz | Name              | Nation             | Punkte  |
| ----- | ----------------- | ------------------ | ------- |
| 01    | Eugene Mercer     | Vereinigte Staaten | 1795,60 |
| 02    | Jim Thorpe        | Vereinigte Staaten | 1735,75 |
| 03    | Skotte Jacobsson  | Schweden           | 1702,50 |
| 04    | Otto Röhr         | Deutsches Reich    | 1623,75 |
| 05    | Charles Lomberg   | Schweden           | 1612,55 |
| 06    | Ferdinand Bie     | Norwegen           | 1592,25 |
| 07    | Frank Lukeman     | Kanada             | 1576,50 |
| 08    | Pierre Failliot   | Frankreich         | 1530,65 |
| 09    | Harry Babcock     | Vereinigte Staaten | 1518,05 |
| 10    | James Donahue     | Vereinigte Staaten | 1517,00 |
| 11    | Hugo Wieslander   | Schweden           | 1502,30 |
| 12    | Gösta Holmér      | Schweden           | 1489,70 |
| 13    | Valdemar Wickholm | Finnland           | 1458,55 |
| 14    | Avery Brundage    | Vereinigte Staaten | 1402,20 |
| 14    | Einar Nilsson     | Schweden           | 1402,20 |
| 16    | Alfrēds Alslēbens | Russland           | 1370,35 |
| 17    | Géo André         | Frankreich         | 1349,00 |
| 18    | Karl von Halt     | Deutsches Reich    | 1347,60 |
| 19    | George Philbrook  | Vereinigte Staaten | 1339,90 |
| 20    | Erik Kugelberg    | Schweden           | 1329,40 |
| 21    | Svend Langkjær    | Dänemark           | 1324,85 |
| 22    | Josef Schäffer    | Österreich         | 1290,20 |
| 23    | Gunnar Rönström   | Schweden           | 1277,95 |
| 24    | Alex Abraham      | Deutsches Reich    | 1234,20 |
| 25    | Manlio Legat      | Italien            | 1220,20 |
| 26    | Aleksandr Schulz  | Russland           | 1219,95 |
| 27    | Alfredo Pagani    | Italien            | 1214,95 |
| 28    | Viktor Hackberg   | Schweden           | 1144,60 |
| 29    | Mığır Mığıryan    | Osmanisches Reich  | 902,75  |

### Kugelstoßen
| Platz | Name              | Nation             | Weite   | Punkte |
| ----- | ----------------- | ------------------ | ------- | ------ |
| 01    | Jim Thorpe        | Vereinigte Staaten | 12,89 m | 809    |
| 02    | Einar Nilsson     | Schweden           | 12,83 m | 803    |
| 03    | George Philbrook  | Vereinigte Staaten | 12,79 m | 799    |
| 04    | Hugo Wieslander   | Schweden           | 12,14 m | 734    |
| 05    | Charles Lomberg   | Schweden           | 11,67 m | 687    |
| 06    | Josef Schäffer    | Österreich         | 11,50 m | 670    |
| 07    | Alex Abraham      | Deutsches Reich    | 11,29 m | 649    |
| 08    | Avery Brundage    | Vereinigte Staaten | 11,12 m | 632    |
| 08    | Karl von Halt     | Deutsches Reich    | 11,12 m | 632    |
| 10    | Valdemar Wickholm | Finnland           | 11,09 m | 629    |
| 11    | Mığır Mığıryan    | Osmanisches Reich  | 11,05 m | 625    |
| 12    | Gösta Holmér      | Schweden           | 10,98 m | 618    |
| 13    | Gunnar Rönström   | Schweden           | 10,69 m | 589    |
| 14    | Pierre Failliot   | Frankreich         | 10,54 m | 574    |
| 15    | Viktor Hackberg   | Schweden           | 10,30 m | 550    |
| 16    | Ferdinand Bie     | Norwegen           | 10,20 m | 540    |
| 17    | Harry Babcock     | Vereinigte Staaten | 10,16 m | 536    |
| 18    | Aleksandr Schulz  | Russland           | 10,08 m | 528    |
| 19    | Erik Kugelberg    | Schweden           | 9,98 m  | 518    |
| 20    | Géo André         | Frankreich         | 9,90 m  | 510    |
| 21    | Svend Langkjær    | Dänemark           | 9,86 m  | 506    |
| 22    | Otto Röhr         | Deutsches Reich    | 9,81 m  | 501    |
| 23    | Eugene Mercer     | Vereinigte Staaten | 9,76 m  | 496    |
| 24    | James Donahue     | Vereinigte Staaten | 9,67 m  | 487    |
| 24    | Alfredo Pagani    | Italien            | 9,67 m  | 487    |
| 26    | Skotte Jacobsson  | Schweden           | 9,35 m  | 455    |
| 27    | Frank Lukeman     | Kanada             | 9,29 m  | 449    |
| 28    | Alfrēds Alslēbens | Russland           | 8,48 m  | 368    |
| 29    | Manlio Legat      | Italien            | 8,23 m  | 343    |

| Platz | Name              | Nation             | Punkte  |
| ----- | ----------------- | ------------------ | ------- |
| 01    | Jim Thorpe        | Vereinigte Staaten | 2544,75 |
| 02    | Charles Lomberg   | Schweden           | 2299,55 |
| 03    | Eugene Mercer     | Vereinigte Staaten | 2291,60 |
| 04    | Hugo Wieslander   | Schweden           | 2236,30 |
| 05    | Einar Nilsson     | Schweden           | 2205,20 |
| 06    | Skotte Jacobsson  | Schweden           | 2158,50 |
| 07    | George Philbrook  | Vereinigte Staaten | 2138,90 |
| 08    | Ferdinand Bie     | Norwegen           | 2132,25 |
| 09    | Otto Röhr         | Deutsches Reich    | 2124,75 |
| 10    | Gösta Holmér      | Schweden           | 2107,70 |
| 11    | Pierre Failliot   | Frankreich         | 2104,65 |
| 12    | Valdemar Wickholm | Finnland           | 2087,55 |
| 13    | Harry Babcock     | Vereinigte Staaten | 2054,05 |
| 14    | Avery Brundage    | Vereinigte Staaten | 2034,20 |
| 15    | Frank Lukeman     | Kanada             | 2025,50 |
| 16    | James Donahue     | Vereinigte Staaten | 2004,00 |
| 17    | Karl von Halt     | Deutsches Reich    | 1979,60 |
| 18    | Josef Schäffer    | Österreich         | 1960,20 |
| 19    | Alex Abraham      | Deutsches Reich    | 1883,20 |
| 20    | Gunnar Rönström   | Schweden           | 1866,95 |
| 21    | Géo André         | Frankreich         | 1859,00 |
| 22    | Erik Kugelberg    | Schweden           | 1847,40 |
| 23    | Svend Langkjær    | Dänemark           | 1830,85 |
| 24    | Aleksandr Schulz  | Russland           | 1747,15 |
| 25    | Alfrēds Alslēbens | Russland           | 1738,35 |
| 26    | Alfredo Pagani    | Italien            | 1701,95 |
| 27    | Viktor Hackberg   | Schweden           | 1694,60 |
| 28    | Manlio Legat      | Italien            | 1563,20 |
| 29    | Mığır Mığıryan    | Osmanisches Reich  | 1527,75 |

### Hochsprung
Sechs Athleten traten zu der Disziplin nicht mehr an: Harry Babcock, Pierre Failliot, Viktor Hackberg, Svend Langkjær, Manilo Legat und Mığır Mığıryan.
| Platz | Name              | Nation             | Höhe   | Punkte |
| ----- | ----------------- | ------------------ | ------ | ------ |
| 01    | Jim Thorpe        | Vereinigte Staaten | 1,87 m | 958    |
| 02    | Charles Lomberg   | Schweden           | 1,80 m | 860    |
| 02    | George Philbrook  | Vereinigte Staaten | 1,80 m | 860    |
| 04    | Géo André         | Frankreich         | 1,75 m | 790    |
| 04    | Frank Lukeman     | Kanada             | 1,75 m | 790    |
| 04    | Hugo Wieslander   | Schweden           | 1,75 m | 790    |
| 07    | Alfrēds Alslēbens | Russland           | 1,70 m | 720    |
| 07    | Avery Brundage    | Vereinigte Staaten | 1,70 m | 720    |
| 07    | Karl von Halt     | Deutsches Reich    | 1,70 m | 720    |
| 07    | Gösta Holmér      | Schweden           | 1,70 m | 720    |
| 07    | Einar Nilsson     | Schweden           | 1,70 m | 720    |
| 07    | Otto Röhr         | Deutsches Reich    | 1,70 m | 720    |
| 13    | Ferdinand Bie     | Norwegen           | 1,65 m | 650    |
| 13    | James Donahue     | Vereinigte Staaten | 1,65 m | 650    |
| 13    | Erik Kugelberg    | Schweden           | 1,65 m | 650    |
| 13    | Eugene Mercer     | Vereinigte Staaten | 1,65 m | 650    |
| 13    | Alfredo Pagani    | Italien            | 1,65 m | 650    |
| 18    | Gunnar Rönström   | Schweden           | 1,60 m | 580    |
| 18    | Valdemar Wickholm | Finnland           | 1,60 m | 580    |
| 20    | Skotte Jacobsson  | Schweden           | 1,55 m | 510    |
| 20    | Josef Schäffer    | Österreich         | 1,55 m | 510    |
| 20    | Aleksandr Schulz  | Russland           | 1,55 m | 510    |
| 23    | Alex Abraham      | Deutsches Reich    | 1,50 m | 440    |

| Platz | Name              | Nation             | Punkte  |
| ----- | ----------------- | ------------------ | ------- |
| 01    | Jim Thorpe        | Vereinigte Staaten | 3502,75 |
| 02    | Charles Lomberg   | Schweden           | 3159,55 |
| 03    | Hugo Wieslander   | Schweden           | 3026,30 |
| 04    | George Philbrook  | Vereinigte Staaten | 2998,90 |
| 05    | Eugene Mercer     | Vereinigte Staaten | 2941,60 |
| 06    | Einar Nilsson     | Schweden           | 2925,20 |
| 07    | Otto Röhr         | Deutsches Reich    | 2844,75 |
| 08    | Gösta Holmér      | Schweden           | 2827,70 |
| 09    | Frank Lukeman     | Kanada             | 2815,50 |
| 10    | Ferdinand Bie     | Norwegen           | 2782,25 |
| 11    | Avery Brundage    | Vereinigte Staaten | 2754,20 |
| 12    | Karl von Halt     | Deutsches Reich    | 2699,60 |
| 13    | Valdemar Wickholm | Finnland           | 2667,55 |
| 14    | Skotte Jacobsson  | Schweden           | 2667,50 |
| 15    | James Donahue     | Vereinigte Staaten | 2654,00 |
| 16    | Géo André         | Frankreich         | 2649,00 |
| 17    | Erik Kugelberg    | Schweden           | 2497,40 |
| 18    | Josef Schäffer    | Österreich         | 2470,20 |
| 19    | Alfrēds Alslēbens | Russland           | 2458,35 |
| 20    | Gunnar Rönström   | Schweden           | 2446,95 |
| 21    | Alfredo Pagani    | Italien            | 2351,95 |
| 22    | Alex Abraham      | Deutsches Reich    | 2323,20 |
| 23    | Aleksandr Schulz  | Russland           | 2257,15 |

### 400 Meter
Weitere fünf Athleten traten nicht mehr an: Alex Abraham, Skotte Jacobsson, Einar Nilsson, Otto Röhr und Gunnar Rönström.
| Platz | Name              | Nation             | Zeit   | Punkte |
| ----- | ----------------- | ------------------ | ------ | ------ |
| 01    | Eugene Mercer     | Vereinigte Staaten | 49,9 s | 943,60 |
| 02    | James Donahue     | Vereinigte Staaten | 51,6 s | 879,68 |
| 03    | Frank Lukeman     | Kanada             | 52,1 s | 860,88 |
| 04    | Jim Thorpe        | Vereinigte Staaten | 52,2 s | 857,12 |
| 05    | Valdemar Wickholm | Finnland           | 52,3 s | 853,36 |
| 06    | Ferdinand Bie     | Norwegen           | 53,2 s | 819,52 |
| 06    | Gösta Holmér      | Schweden           | 53,2 s | 819,52 |
| 08    | Hugo Wieslander   | Schweden           | 53,6 s | 804,48 |
| 09    | Karl von Halt     | Deutsches Reich    | 54,2 s | 781,92 |
| 10    | Géo André         | Frankreich         | 54,5 s | 770,64 |
| 11    | Aleksandr Schulz  | Russland           | 54,6 s | 766,88 |
| 12    | Charles Lomberg   | Schweden           | 55,0 s | 751,84 |
| 13    | Avery Brundage    | Vereinigte Staaten | 55,2 s | 744,32 |
| 14    | Erik Kugelberg    | Schweden           | 55,7 s | 725,52 |
| 15    | Alfredo Pagani    | Italien            | 56,1 s | 710,48 |
| 16    | George Philbrook  | Vereinigte Staaten | 56,7 s | 687,92 |
| 17    | Josef Schäffer    | Österreich         | 58,2 s | 632,52 |
| 18    | Alfrēds Alslēbens | Russland           | 59,0 s | 601,44 |

| Platz | Name              | Nation             | Punkte  |
| ----- | ----------------- | ------------------ | ------- |
| 01    | Jim Thorpe        | Vereinigte Staaten | 4359,87 |
| 02    | Charles Lomberg   | Schweden           | 3911,39 |
| 03    | Eugene Mercer     | Vereinigte Staaten | 3885,20 |
| 04    | Hugo Wieslander   | Schweden           | 3830,78 |
| 05    | George Philbrook  | Vereinigte Staaten | 3686,82 |
| 06    | Frank Lukeman     | Kanada             | 3676,38 |
| 07    | Gösta Holmér      | Schweden           | 3647,22 |
| 08    | Ferdinand Bie     | Norwegen           | 3601,77 |
| 09    | James Donahue     | Vereinigte Staaten | 3533,68 |
| 10    | Valdemar Wickholm | Finnland           | 3520,91 |
| 11    | Avery Brundage    | Vereinigte Staaten | 3498,52 |
| 12    | Karl von Halt     | Deutsches Reich    | 3481,52 |
| 13    | Géo André         | Frankreich         | 3419,64 |
| 14    | Erik Kugelberg    | Schweden           | 3222,92 |
| 15    | Josef Schäffer    | Österreich         | 3101,72 |
| 16    | Alfredo Pagani    | Italien            | 3062,43 |
| 17    | Alfrēds Alslēbens | Russland           | 3059,79 |
| 18    | Aleksandr Schulz  | Russland           | 3024,03 |

### Diskuswurf
George Philbrooks Wurf von 41,56 m lag über Martin Sheridans Olympiarekord von 1908 (40,89 m). Diese Weite war dennoch kein neuer olympischer Rekord, da der Finne Armas Taipale zwei Tage vorher im Diskuswurfwettbewerb den Rekord auf 45,21 m verbessert hatte.
| Platz | Name              | Nation             | Weite   | Punkte  |
| ----- | ----------------- | ------------------ | ------- | ------- |
| 01    | George Philbrook  | Vereinigte Staaten | 41,56 m | 1038,00 |
| 02    | Josef Schäffer    | Österreich         | 37,14 m | 835,84  |
| 03    | Jim Thorpe        | Vereinigte Staaten | 36,98 m | 829,76  |
| 04    | Hugo Wieslander   | Schweden           | 36,29 m | 803,54  |
| 05    | Karl von Halt     | Deutsches Reich    | 35,46 m | 772,00  |
| 06    | Charles Lomberg   | Schweden           | 35,35 m | 767,72  |
| 07    | Avery Brundage    | Vereinigte Staaten | 34,07 m | 719,28  |
| 08    | Gösta Holmér      | Schweden           | 31,78 m | 632,16  |
| 09    | Ferdinand Bie     | Norwegen           | 31,65 m | 627,22  |
| 10    | Erik Kugelberg    | Schweden           | 31,48 m | 620,76  |
| 11    | Aleksandr Schulz  | Russland           | 31,34 m | 615,44  |
| 12    | Frank Lukeman     | Kanada             | 30,52 m | 584,28  |
| 13    | Alfredo Pagani    | Italien            | 30,20 m | 572,12  |
| 14    | James Donahue     | Vereinigte Staaten | 29,95 m | 562,62  |
| 15    | Valdemar Wickholm | Finnland           | 29,78 m | 556,16  |
| 16    | Alfrēds Alslēbens | Russland           | 29,21 m | 534,50  |
| 17    | Géo André         | Frankreich         | 25,37 m | 388,56  |
| 18    | Eugene Mercer     | Vereinigte Staaten | 21,95 m | 258,62  |

| Platz | Name              | Nation             | Punkte  |
| ----- | ----------------- | ------------------ | ------- |
| 01    | Jim Thorpe        | Vereinigte Staaten | 5189,63 |
| 02    | George Philbrook  | Vereinigte Staaten | 4724,82 |
| 03    | Charles Lomberg   | Schweden           | 4679,21 |
| 04    | Hugo Wieslander   | Schweden           | 4634,32 |
| 05    | Gösta Holmér      | Schweden           | 4279,38 |
| 06    | Frank Lukeman     | Kanada             | 4260,66 |
| 07    | Karl von Halt     | Deutsches Reich    | 4253,52 |
| 08    | Ferdinand Bie     | Norwegen           | 4228,99 |
| 09    | Avery Brundage    | Vereinigte Staaten | 4217,80 |
| 10    | Eugene Mercer     | Vereinigte Staaten | 4143,82 |
| 11    | James Donahue     | Vereinigte Staaten | 4096,30 |
| 12    | Valdemar Wickholm | Finnland           | 4077,07 |
| 13    | Josef Schäffer    | Österreich         | 3937,56 |
| 14    | Erik Kugelberg    | Schweden           | 3843,68 |
| 15    | Géo André         | Frankreich         | 3808,20 |
| 16    | Aleksandr Schulz  | Russland           | 3639,47 |
| 17    | Alfredo Pagani    | Italien            | 3634,55 |
| 18    | Alfrēds Alslēbens | Russland           | 3594,29 |

### 110 Meter Hürden
| Platz | Name              | Nation             | Zeit   | Punkte |
| ----- | ----------------- | ------------------ | ------ | ------ |
| 01    | Jim Thorpe        | Vereinigte Staaten | 15,6 s | 943,0  |
| 02    | James Donahue     | Vereinigte Staaten | 16,2 s | 886,0  |
| 03    | Frank Lukeman     | Kanada             | 16,3 s | 876,5  |
| 04    | Géo André         | Frankreich         | 16,4 s | 867,0  |
| 04    | Ferdinand Bie     | Norwegen           | 16,4 s | 867,0  |
| 04    | Eugene Mercer     | Vereinigte Staaten | 16,4 s | 867,0  |
| 07    | George Philbrook  | Vereinigte Staaten | 16,8 s | 829,0  |
| 08    | Gösta Holmér      | Schweden           | 17,0 s | 810,0  |
| 08    | Valdemar Wickholm | Finnland           | 17,0 s | 810,0  |
| 10    | Avery Brundage    | Vereinigte Staaten | 17,1 s | 800,5  |
| 11    | Erik Kugelberg    | Schweden           | 17,2 s | 791,0  |
| 11    | Alfredo Pagani    | Italien            | 17,2 s | 791,0  |
| 11    | Hugo Wieslander   | Schweden           | 17,2 s | 791,0  |
| 14    | Charles Lomberg   | Schweden           | 17,6 s | 753,0  |
| 15    | Karl von Halt     | Deutsches Reich    | 17,7 s | 743,5  |
| 16    | Aleksandr Schulz  | Russland           | 17,8 s | 734,0  |
| 17    | Josef Schäffer    | Österreich         | 18,9 s | 629,5  |
| 18    | Alfrēds Alslēbens | Russland           | 19,5 s | 572,5  |

| Platz | Name              | Nation             | Punkte  |
| ----- | ----------------- | ------------------ | ------- |
| 01    | Jim Thorpe        | Vereinigte Staaten | 6132,63 |
| 02    | George Philbrook  | Vereinigte Staaten | 5553,82 |
| 03    | Charles Lomberg   | Schweden           | 5432,21 |
| 04    | Hugo Wieslander   | Schweden           | 5425,32 |
| 05    | Frank Lukeman     | Kanada             | 5137,16 |
| 06    | Ferdinand Bie     | Norwegen           | 5095,99 |
| 07    | Gösta Holmér      | Schweden           | 5089,38 |
| 08    | Avery Brundage    | Vereinigte Staaten | 5018,30 |
| 09    | Eugene Mercer     | Vereinigte Staaten | 5010,82 |
| 10    | Karl von Halt     | Deutsches Reich    | 4997,02 |
| 11    | James Donahue     | Vereinigte Staaten | 4982,30 |
| 12    | Valdemar Wickholm | Finnland           | 4887,07 |
| 13    | Géo André         | Frankreich         | 4675,20 |
| 14    | Erik Kugelberg    | Schweden           | 4634,68 |
| 15    | Josef Schäffer    | Österreich         | 4567,06 |
| 16    | Alfredo Pagani    | Italien            | 4425,55 |
| 17    | Aleksandr Schulz  | Russland           | 4373,47 |
| 18    | Alfrēds Alslēbens | Russland           | 4166,79 |

### Stabhochsprung
Zwei Athleten traten nicht mehr an: Géo André und Alfredo Pagani.
| Platz | Name              | Nation             | Höhe               | Punkte |
| ----- | ----------------- | ------------------ | ------------------ | ------ |
| 01    | Eugene Mercer     | Vereinigte Staaten | 3,60 m             | 940,6  |
| 02    | James Donahue     | Vereinigte Staaten | 3,40 m             | 832,6  |
| 03    | Charles Lomberg   | Schweden           | 3,25 m             | 751,6  |
| 03    | Josef Schäffer    | Österreich         | 3,25 m             | 751,6  |
| 03    | Jim Thorpe        | Vereinigte Staaten | 3,25 m             | 751,6  |
| 03    | Valdemar Wickholm | Finnland           | 3,25 m             | 751,6  |
| 07    | Gösta Holmér      | Schweden           | 3,20 m             | 724,6  |
| 08    | Hugo Wieslander   | Schweden           | 3,10 m             | 670,6  |
| 09    | Erik Kugelberg    | Schweden           | 3,00 m             | 616,6  |
| 10    | Ferdinand Bie     | Norwegen           | 2,90 m             | 562,6  |
| 10    | Avery Brundage    | Vereinigte Staaten | 2,90 m             | 562,6  |
| 12    | Karl von Halt     | Deutsches Reich    | 2,70 m             | 454,6  |
| 12    | Frank Lukeman     | Kanada             | 2,70 m             | 454,6  |
| 12    | Aleksandr Schulz  | Russland           | 2,70 m             | 454,6  |
| 15    | George Philbrook  | Vereinigte Staaten | 2,50 m             | 346,6  |
| 16    | Alfrēds Alslēbens | Russland           | keine gültige Höhe | 0,0    |

| Platz | Name              | Nation             | Punkte  |
| ----- | ----------------- | ------------------ | ------- |
| 01    | Jim Thorpe        | Vereinigte Staaten | 6884,23 |
| 02    | Charles Lomberg   | Schweden           | 6183,81 |
| 03    | Hugo Wieslander   | Schweden           | 6095,92 |
| 04    | Eugene Mercer     | Vereinigte Staaten | 5951,42 |
| 05    | George Philbrook  | Vereinigte Staaten | 5900,42 |
| 06    | James Donahue     | Vereinigte Staaten | 5814,90 |
| 07    | Gösta Holmér      | Schweden           | 5813,98 |
| 08    | Ferdinand Bie     | Norwegen           | 5658,59 |
| 09    | Valdemar Wickholm | Finnland           | 5638,67 |
| 10    | Frank Lukeman     | Kanada             | 5591,76 |
| 11    | Avery Brundage    | Vereinigte Staaten | 5580,90 |
| 12    | Karl von Halt     | Deutsches Reich    | 5451,62 |
| 13    | Josef Schäffer    | Österreich         | 5318,66 |
| 14    | Erik Kugelberg    | Schweden           | 5251,28 |
| 15    | Aleksandr Schulz  | Russland           | 4828,07 |
| 16    | Alfrēds Alslēbens | Russland           | 4166,79 |

### Speerwurf
Zwei Athleten traten nicht mehr an: Avery Brundage und Frank Lukeman.
| Platz | Name              | Nation             | Weite   | Punkte  |
| ----- | ----------------- | ------------------ | ------- | ------- |
| 01    | Hugo Wieslander   | Schweden           | 50,40 m | 878,175 |
| 02    | Ferdinand Bie     | Norwegen           | 48,52 m | 826,475 |
| 03    | Gösta Holmér      | Schweden           | 46,28 m | 764,875 |
| 04    | Jim Thorpe        | Vereinigte Staaten | 45,70 m | 748,925 |
| 05    | Erik Kugelberg    | Schweden           | 45,67 m | 748,100 |
| 06    | Valdemar Wickholm | Finnland           | 42,58 m | 663,125 |
| 07    | Charles Lomberg   | Schweden           | 41,83 m | 642,500 |
| 08    | George Philbrook  | Vereinigte Staaten | 41,67 m | 638,100 |
| 09    | Josef Schäffer    | Österreich         | 41,06 m | 621,325 |
| 10    | Karl von Halt     | Deutsches Reich    | 39,82 m | 587,225 |
| 11    | Aleksandr Schulz  | Russland           | 38,99 m | 564,400 |
| 12    | Alfrēds Alslēbens | Russland           | 37,34 m | 519,025 |
| 13    | James Donahue     | Vereinigte Staaten | 37,09 m | 512,150 |
| 14    | Eugene Mercer     | Vereinigte Staaten | 32,32 m | 380,975 |

| Platz | Name              | Nation             | Punkte   |
| ----- | ----------------- | ------------------ | -------- |
| 01    | Jim Thorpe        | Vereinigte Staaten | 7633,155 |
| 02    | Hugo Wieslander   | Schweden           | 6974,095 |
| 03    | Charles Lomberg   | Schweden           | 6826,310 |
| 04    | Gösta Holmér      | Schweden           | 6578,855 |
| 05    | George Philbrook  | Vereinigte Staaten | 6538,520 |
| 06    | Ferdinand Bie     | Norwegen           | 6485,065 |
| 07    | Eugene Mercer     | Vereinigte Staaten | 6332,395 |
| 08    | James Donahue     | Vereinigte Staaten | 6327,050 |
| 09    | Valdemar Wickholm | Finnland           | 6301,795 |
| 10    | Karl von Halt     | Deutsches Reich    | 6038,845 |
| 11    | Erik Kugelberg    | Schweden           | 5999,380 |
| 12    | Josef Schäffer    | Österreich         | 5939,985 |
| 13    | Aleksandr Schulz  | Russland           | 5392,470 |
| 14    | Alfrēds Alslēbens | Russland           | 4685,815 |

### 1500 Meter
Zu dieser letzten Disziplin traten zwei Athleten nicht mehr an: George Philbrook und der Fünfkampf-Olympiasieger Ferdinand Bie.
Klassement
| Platz | Name              | Nation             | Zeit       | Punkte |
| ----- | ----------------- | ------------------ | ---------- | ------ |
| 01    | Jim Thorpe        | Vereinigte Staaten | 4:40,1 min | 779,8  |
| 02    | Gösta Holmér      | Schweden           | 4:41,9 min | 769,0  |
| 03    | Erik Kugelberg    | Schweden           | 4:43,5 min | 759,4  |
| 04    | Valdemar Wickholm | Finnland           | 4:43,9 min | 757,0  |
| 05    | James Donahue     | Vereinigte Staaten | 4:44,0 min | 756,4  |
| 06    | Hugo Wieslander   | Schweden           | 4:45,0 min | 750,4  |
| 07    | Eugene Mercer     | Vereinigte Staaten | 4:46,3 min | 742,6  |
| 08    | Aleksandr Schulz  | Russland           | 4:46,4 min | 742,0  |
| 09    | Karl von Halt     | Deutsches Reich    | 5:02,8 min | 643,6  |
| 10    | Josef Schäffer    | Österreich         | 5:05,3 min | 628,6  |
| 11    | Alfrēds Alslēbens | Russland           | 5:08,6 min | 608,8  |
| 12    | Charles Lomberg   | Schweden           | 5:12,2 min | 587,2  |

## Endstand

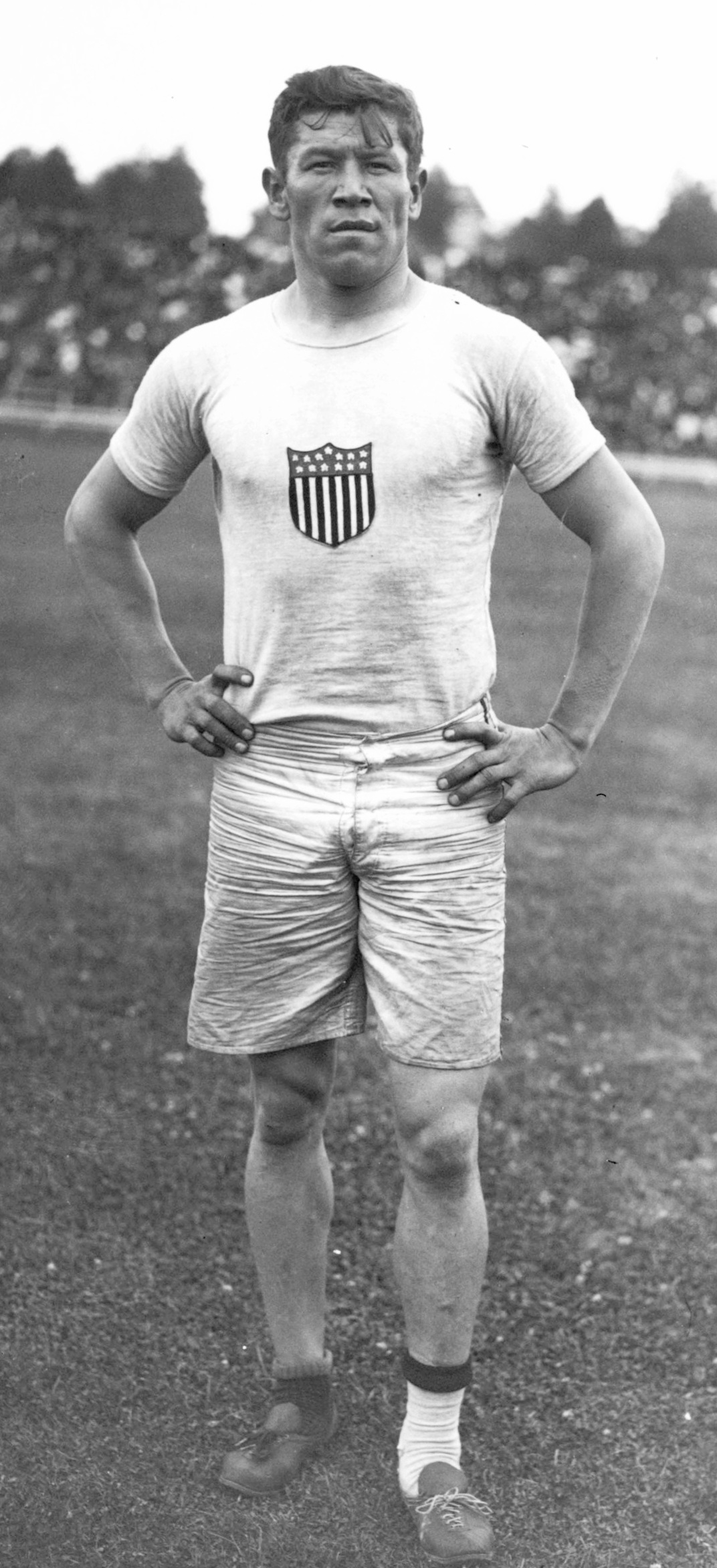
Die Olympiasieger: Jim Thorpe …

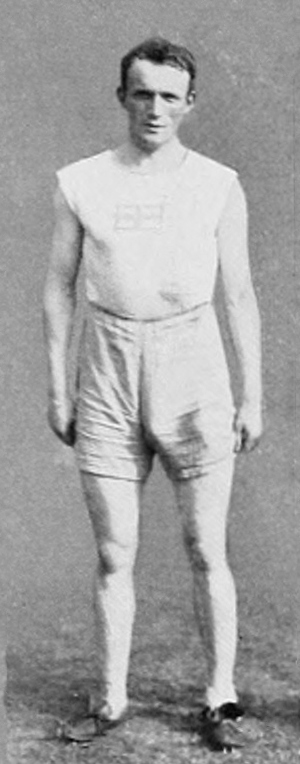
… und Hugo Wieslander

Datum: 10. bis 13. Juli 1912
| Platz | Name              | Nation             | Punkte – offiz. Wertung | Punkte – 1985er Wertung |
| ----- | ----------------- | ------------------ | ----------------------- | ----------------------- |
| 1     | Jim Thorpe        | Vereinigte Staaten | 8412,955 WR             | 6564                    |
| 2     | Hugo Wieslander   | Schweden           | 7724,495000             | 5966                    |
| 2     | Charles Lomberg   | Schweden           | 7413,510000             | 5722                    |
| 3     | Gösta Holmér      | Schweden           | 7347,855000             | 5768                    |
| 4     | James Donahue     | Vereinigte Staaten | 7083,450000             | 5701                    |
| 5     | Eugene Mercer     | Vereinigte Staaten | 7074,995000             | 5825                    |
| 6     | Valdemar Wickholm | Finnland           | 7058,795000             | 5613                    |
| 7     | Erik Kugelberg    | Schweden           | 6758,780000             | 5345                    |
| 8     | Karl von Halt     | Deutsches Reich    | 6682,445000             | 5286                    |
| 9     | Josef Schäffer    | Österreich         | 6568,585000             | 5049                    |
| 10    | Aleksandr Schulz  | Russland           | 6134,470000             | 4973                    |
| 11    | Alfrēds Alslēbens | Russland           | 5294,615000             | 4329                    |
| DNF   | George Philbrook  | Vereinigte Staaten | 6538,520000             | 5024                    |
| DNF   | Ferdinand Bie     | Norwegen           | 6485,065000             | 5132                    |
| DNF   | Frank Lukeman     | Kanada             | 5591,760000             | 4558                    |
| DNF   | Avery Brundage    | Vereinigte Staaten | 5580,900000             | 4391                    |
| DNF   | Géo André         | Frankreich         | 4675,200000             | 3899                    |
| DNF   | Alfredo Pagani    | Italien            | 4425,550000             | 3658                    |
| DNF   | Einar Nilsson     | Schweden           | 2925,200000             | 2431                    |
| DNF   | Otto Röhr         | Deutsches Reich    | 2844,750000             | 2465                    |
| DNF   | Skotte Jacobsson  | Schweden           | 2667,500000             | 2369                    |
| DNF   | Gunnar Rönström   | Schweden           | 2446,950000             | 2124                    |
| DNF   | Alex Abraham      | Deutsches Reich    | 2323,200000             | 2042                    |
| DNF   | Pierre Failliot   | Frankreich         | 2104,650000             | 1859                    |
| DNF   | Harry Babcock     | Vereinigte Staaten | 2054,050000             | 1828                    |
| DNF   | Svend Langkjær    | Dänemark           | 1830,850000             | 1645                    |
| DNF   | Viktor Hackberg   | Schweden           | 1694,600000             | 1527                    |
| DNF   | Manlio Legat      | Italien            | 1563,200000             | 1460                    |
| DNF   | Mığır Mığıryan    | Osmanisches Reich  | 1527,750000             | 1396                    |

Jim Thorpe war wie schon im Fünfkampf der klar dominierende Athlet. Mit 8412,955 Punkten stellte er einen neuen Weltrekord auf. Die damalige Wertung für die einzelnen Disziplinen basierte auf den olympischen Rekorden, die als Ausgangswert bei 1000 Punkten lag. Nach der heute gültigen Tabelle von 1985 erzielte Thorpe umgerechnet 6564 Punkte. Nach Aberkennung seines Sieges rückte Hugo Wieslander zum Gewinner auf. Nach Wiederanerkennung der Goldmedaille für Thorpe gibt es nun mit ihm und Wielander offiziell zwei Olympiasieger. Thorpes Fall und die endgültige offizielle Wertung mit zwei Olympiasiegern sind im Abschnitt oben beschrieben.
Zur besseren Einordnung der Leistung sind die nach heutigem Wertungssystem von 1985 umgerechneten Punktzahlen mit angegeben. Nach dieser heute gültigen Tabelle hätte es verschiedentlich andere Platzierungen ergeben. Aber diese Vergleiche sind nur Anhaltswerte, denn als Grundlage müssen die jeweils unterschiedlichen Maßstäbe der Zeit gelten. Am auffälligsten wird das im Stabhochsprung, bei dem damals mit ganz anderen Stäben gesprungen wurde als heute.

## Bildergalerie

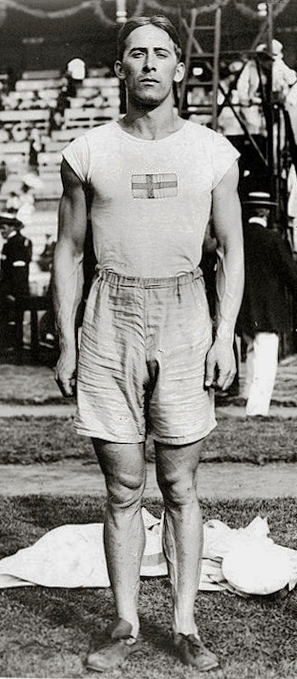
Silbermedaillengewinner Charles Lomberg
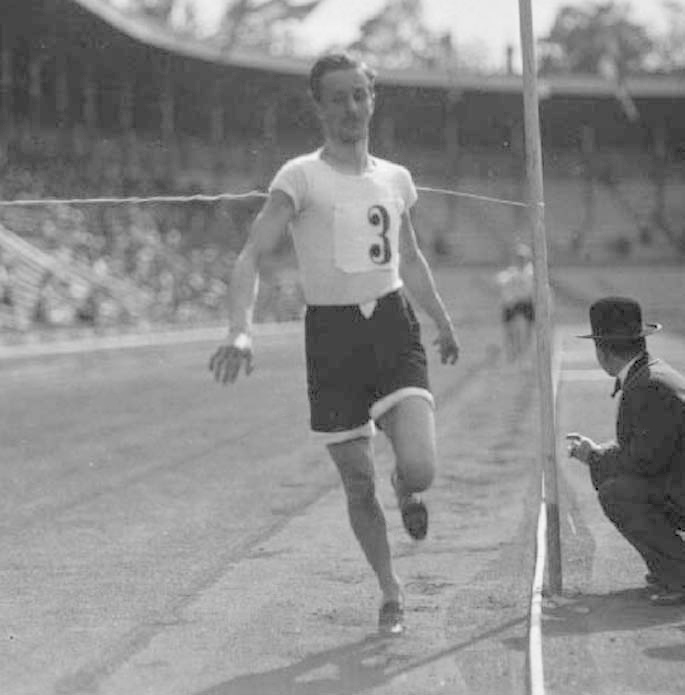
Bronzemedaillengewinner Gösta Holmér
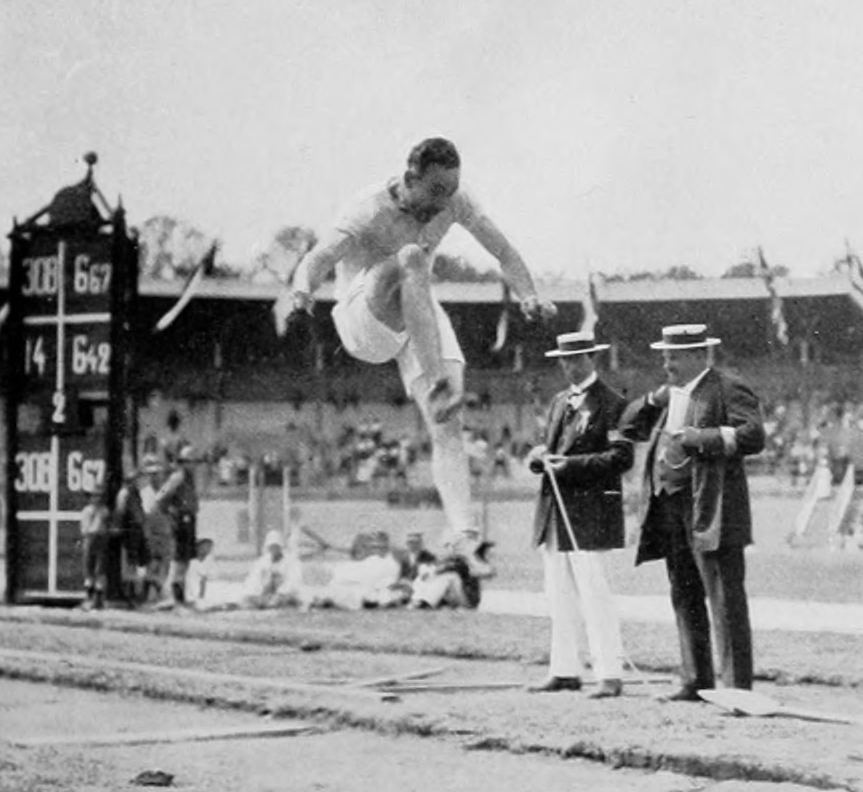
Eugene Mercer wurde Fünfter

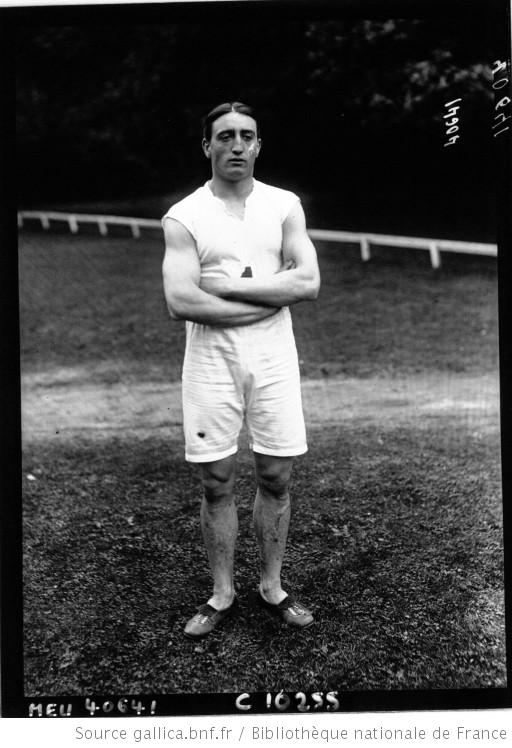
Pierre Failliot schied nach dem Kugelstoßen aus …
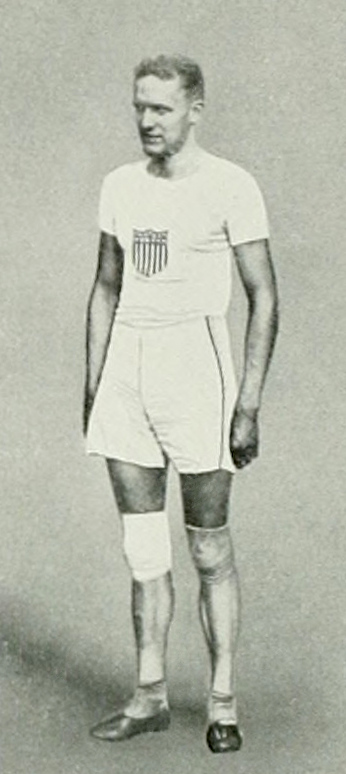
… ebenso wie Harry Babcock

## Video
- 1912 Stockholm Olympic Games With Mens Pentathlon & Decathlon Winner USA Jim Thorpe imasportsphile auf YouTube, abgerufen am 18. Februar 2019.